# Rasputina
Rasputina – amerykańska grupa rockowa, założona w Brooklynie, w Nowym Jorku w 1992 roku przez Melorę Creager.

## Skład zespołu
- Melora Creager - wokal, wiolonczela
- Sarah Bowman - wiolonczela
- Jonathon TeBeest - perkusja

## Dyskografia

### Albumy
- Thanks for the Ether - Columbia Records, 1996
- How We Quit the Forest - Columbia Records, 1998
- Cabin Fever - Instinct Records, 2002
- Frustration Plantation - Instinct Records, 2004
- Oh Perilous World - Filthy Bonnet Co., 2007
- Sister Kinderhook - Filthy Bonnet Co., 2010

#### Live
- A Radical Recital (live) - Filthy Bonnet Co., 2005

### Single i EP
- Transylvanian Concubine/The Vaulted Eel, Lesson #6 - Oculus Records, 1993
- Three (3) - (promocyjny), 1994
- Three Lil' Nothin's - (promocyjny), 1996
- Transylvanian Regurgitations - Columbia Records, 1997
- The Olde HeadBoard - Columbia Records, 1998
- The Lost and Found (1st Edition) - RPM Records, 2001
- My Fever Broke - Instinct Records, 2002
- The Lost and Found, 2nd Edition - Instinct Records, 2003